# Giro de Toscana 2024
La 96.ª edición de la clásica ciclista Giro de Toscana fue una carrera en Italia que se celebró el 11 de septiembre de 2024 con inicio y final en la ciudad de Pontedera sobre un recorrido de 182,7 kilómetros.
La carrera hizo parte del UCI Europe Tour 2024, calendario ciclístico de los Circuitos Continentales UCI, dentro de la categoría 1.1 y fue ganada por el francés Clément Champoussin del Arkéa-B&B Hotels. Completaron el podio, como segundo y tercer clasificado respectivamente, el australiano Michael Storer del Tudor y el francés Jordan Jegat del TotalEnergies.

## Equipos participantes
Tomaron parte en la carrera 23 equipos: 8 de categoría UCI WorldTeam, 11 de categoría UCI ProTeam y 4 de categoría Continental. Formaron así un pelotón de 157 ciclistas de los que acabaron 72. Los equipos participantes fueron:
| WorldTeams (8)- Arkéa-B&B Hotels - UAE Team Emirates - Astana Qazaqstan Team - Cofidis - EF Education-EasyPost - Movistar Team - Red Bull-Bora-Hansgrohe - Team Jayco AlUla ProTeams (11)- Bingoal WB - Burgos-BH - Caja Rural-Seguros RGA - Corratec-Vini Fantini - Equipo Kern Pharma - Q36.5 Pro Cycling Team - Polti Kometa - TDT-Unibet - TotalEnergies - Tudor Pro Cycling Team - VF Group-Bardiani CSF-Faizané Equipos continentales (4)- MG.K Vis Colors For Peace - Work Service-Vitalcare-Dynatek - Team Technipes #inEmiliaRomagna - Petrolike |
| |

## Clasificación final
- La clasificación finalizó de la siguiente forma:[3]

| \| Clasificación general \| Clasificación general \| Clasificación general \| Clasificación general \| Clasificación general \| \| Ciclista \| Ciclista \| Equipo \| Tiempo \| \| \| --------------------- \| --------------------- \| ----------------------------- \| --------------------- \| --------------------- \| \| 1.º \| Clément Champoussin \| Arkéa-B&B Hotels \| 4 h 32 min 40 s \| \| \| 2.º \| Michael Storer \| Tudor Pro Cycling Team \| + 0 s \| \| \| 3.º \| Jordan Jegat \| TotalEnergies \| + 17 s \| \| \| 4.º \| Marco Brenner \| Tudor Pro Cycling Team \| + 17 s \| \| \| 5.º \| Ben Zwiehoff \| Red Bull-Bora-Hansgrohe \| + 17 s \| \| \| 6.º \| Domenico Pozzovivo \| VF Group-Bardiani CSF-Faizanè \| + 17 s \| \| \| 7.º \| Javier Romo \| Movistar Team \| + 26 s \| \| \| 8.º \| Diego Ulissi \| UAE Team Emirates \| + 26 s \| \| \| 9.º \| Ben Hermans \| Cofidis \| + 30 s \| \| \| 10.º \| Floris De Tier \| Bingoal WB \| + 30 s \| \| |                     |                               |                 |
| |                     |                               |                 |
| Fuente: ProCyclingStats |                     |                               |                 |
| Clasificación general |                     |                               |                 |
| Ciclista | Ciclista            | Equipo                        | Tiempo          |
| 1.º | Clément Champoussin | Arkéa-B&B Hotels              | 4 h 32 min 40 s |
| 2.º | Michael Storer      | Tudor Pro Cycling Team        | + 0 s           |
| 3.º | Jordan Jegat        | TotalEnergies                 | + 17 s          |
| 4.º | Marco Brenner       | Tudor Pro Cycling Team        | + 17 s          |
| 5.º | Ben Zwiehoff        | Red Bull-Bora-Hansgrohe       | + 17 s          |
| 6.º | Domenico Pozzovivo  | VF Group-Bardiani CSF-Faizanè | + 17 s          |
| 7.º | Javier Romo         | Movistar Team                 | + 26 s          |
| 8.º | Diego Ulissi        | UAE Team Emirates             | + 26 s          |
| 9.º | Ben Hermans         | Cofidis                       | + 30 s          |
| 10.º | Floris De Tier      | Bingoal WB                    | + 30 s          |

## UCI World Ranking
El Giro de Toscana otorgó puntos para el UCI World Ranking para corredores de los equipos en las categorías UCI WorldTeam, UCI ProTeam y Continental. Las siguientes tablas muestran el baremo de puntuación y los 10 corredores que obtuvieron más puntos:
| Posición   | 1.º | 2.º | 3.º | 4.º | 5.º | 6.º | 7.º | 8.º | 9.º | 10.º | 11.º | 12.º | 13.º-15.º | 16.º-25.º |
| Puntuación | 125 | 85  | 70  | 60  | 50  | 40  | 35  | 30  | 25  | 20   | 15   | 10   | 5         | 3         |

| Clasificación |                     |                               |        |
| Posición      | Ciclista            | Equipo                        | Puntos |
| ------------- | ------------------- | ----------------------------- | ------ |
| 1.º           | Clément Champoussin | Arkéa-B&B Hotels              | 125    |
| 2.º           | Michael Storer      | Tudor                         | 85     |
| 3.º           | Jordan Jegat        | TotalEnergies                 | 70     |
| 4.º           | Marco Brenner       | Tudor                         | 60     |
| 5.º           | Ben Zwiehoff        | Red Bull-BORA-hansgrohe       | 50     |
| 6.º           | Domenico Pozzovivo  | VF Group Bardiani-CSF Faizanè | 40     |
| 7.º           | Javier Romo         | Movistar                      | 35     |
| 8.º           | Diego Ulissi        | UAE Emirates                  | 30     |
| 9.º           | Ben Hermans         | Cofidis                       | 25     |
| 10.º          | Floris De Tier      | Bingoal WB                    | 20     |